# Carrícola
Carrícola ist eine spanische Gemeinde (Municipio) mit 99 Einwohnern (Stand: 2024) in der Valencianischen Gemeinschaft, in der Comarca Vall d’Albaida.

## Lage
Carrícola liegt in einer Höhe von ca. 425 m. Die Provinzhauptstadt Valencia liegt etwa 78 Kilometer in nördlicher Richtung. 

## Geschichte
| Jahr      | 1900 | 1930 | 1950 | 1960 | 1970 | 1981 | 1991 | 2001 | 2011 | 2021 |
| --------- | ---- | ---- | ---- | ---- | ---- | ---- | ---- | ---- | ---- | ---- |
| Einwohner | 193  | 129  | 119  | 106  | 82   | 87   | 67   | 78   | 93   | 102  |

## Kultur und Sehenswürdigkeiten
- Reste der Burganlage
- Michaeliskirche (Església de Sant Miquel)
- Christuskapelle